# Bächelsgasse 19

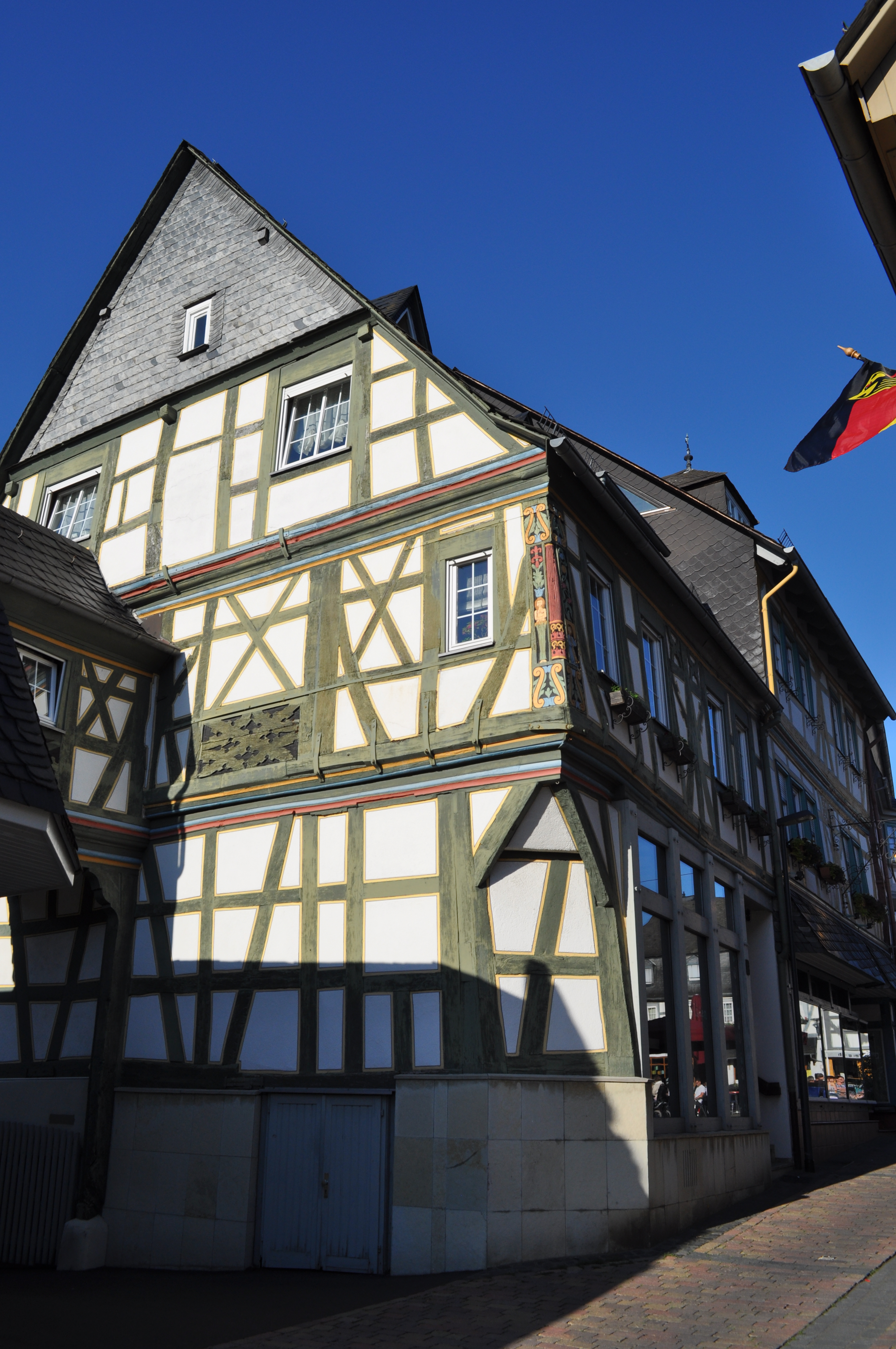
Gebäude Bächelsgasse 19 in Bad Camberg

Das Gebäude Bächelsgasse 19 in Bad Camberg, einer Stadt im Süden des mittelhessischen Landkreises Limburg-Weilburg, wurde im 17. Jahrhundert errichtet. Das Wohnhaus ist ein geschütztes Kulturdenkmal.
Das zweigeschossige Fachwerkhaus hat ein überbautes Hoftor am Giebel. Das Fachwerk zeigt reiche Schmuckformen wie netzartige Brüstungen, Schnitzereien am Eckständer, hochgestellte Andreaskreuze und an der Traufseite eine Mannfigur.
Die dazugehörige Scheune wurde stark verändert.